# Валлё
Валлё (дат. Vallø Slot) — замок в Дании, на острове Зеландия, в 7 км. к югу от города Кёге (дат. Køge), в коммуне Стевнс. Имеет две башни — одну круглую и одну квадратную. Окружён парком с озёрами.
Замок Валлё впервые упоминается как владение Эскильда Краге (Eskild Krage) в 1330 году. Найдены остатки строений XIII века. В XV веке замок был разделён на западную и восточную части. С этого времени им владели в основном женщины. В 1525 году хозяином становится граф Олуф Розенкранц (Oluf Rosenkrantz), а после его смерти замок переходит во владение двух его дочерей — Биргитты (Birgitte) и Метте (Mette). Биргитта расширила церковь Валлёбю, которая до этого состояла из одной часовни. А Метте в 1586 году перестроила замок, который приобрёл свой сегодняшний облик.
Усадьба Валлё оставалась частным владением до 1708 года, когда король Фредерик IV выкупил её для своей второй жены. В 1738 году по желанию Софии Магдалены, жены Христиана VI, замок стал «домом старых дев благородного происхождения», где за казённый счет проживали не состоящие в браке престарелые дворянки: аббатиса, мать-настоятельница и не более 12 «старых дев». Аббатисой должна была быть представительница правящего в Дании рода, матерью-настоятельницей — вдова из высшего сословия. Мужчинам было запрещено оставаться в замке ночью.
После пожара 1893 года замок Валлё был реконструирован, а правила проживания ослаблены. С 1976 года в замке было позволено жить обычным женщинам, даже вдовам и разведённым. В 1964 г. Карл Теодор Дрейер снимал в парке свой последний фильм «Гертруда».

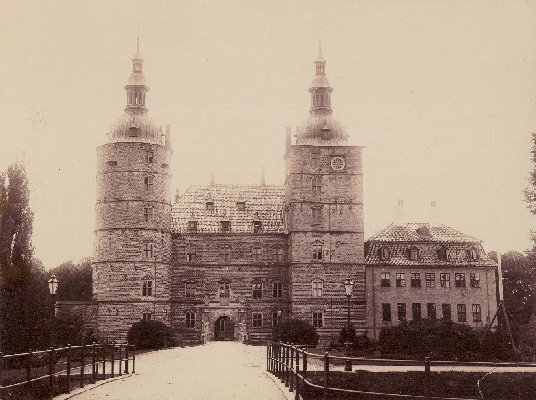
Замок до пожара 1893 (ок. 1890)
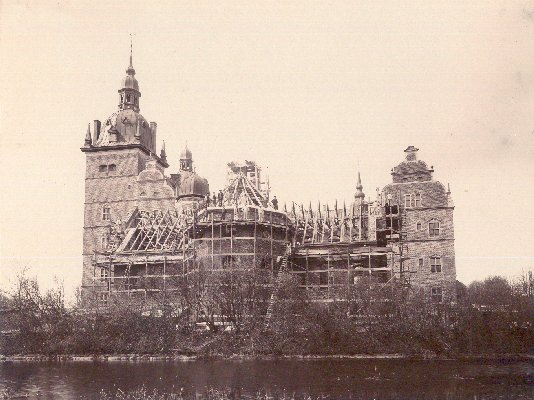
Перестройка замка после пожара 1893 (ок. 1895)
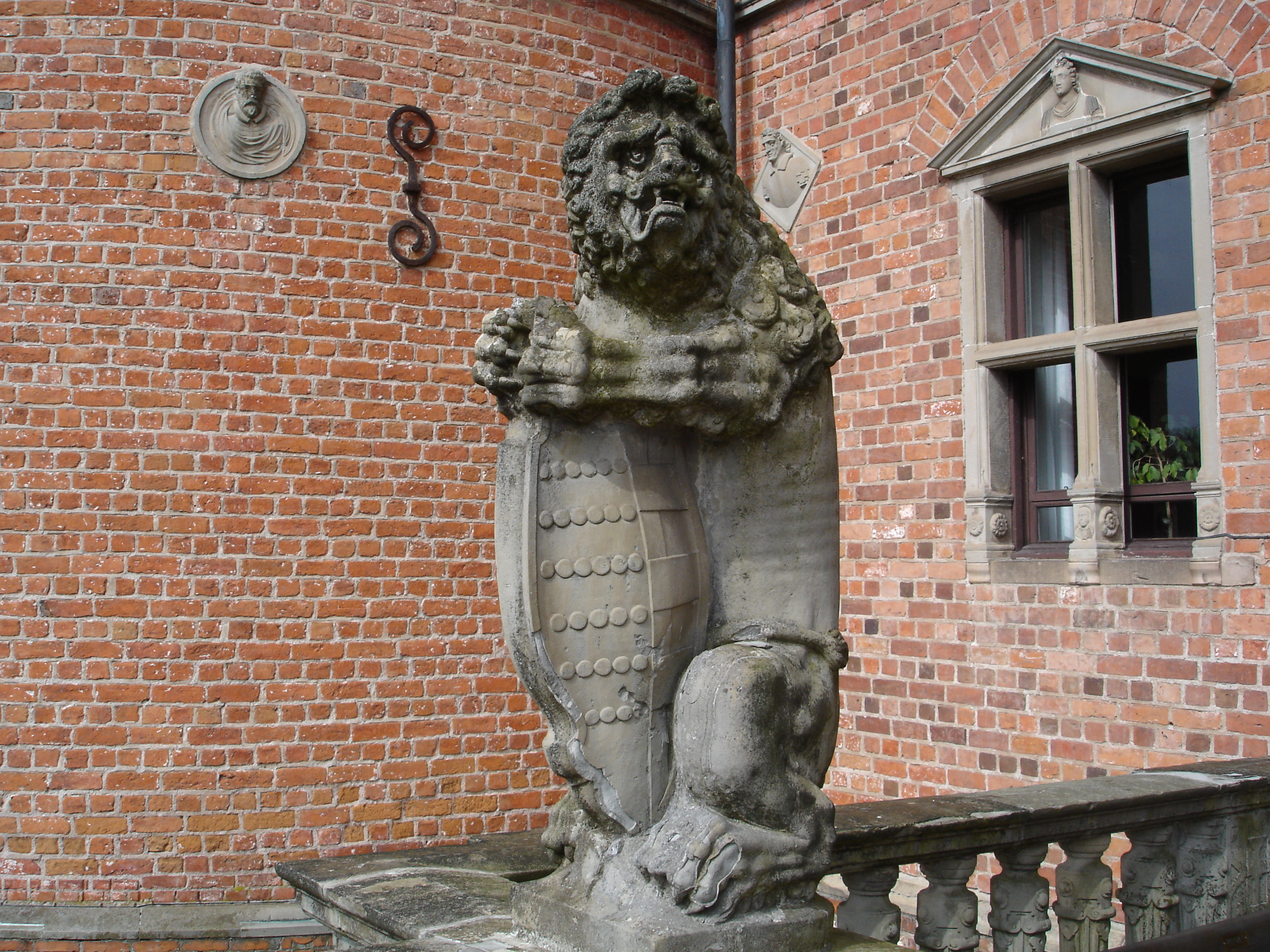
Скульптура на мосту перед замком
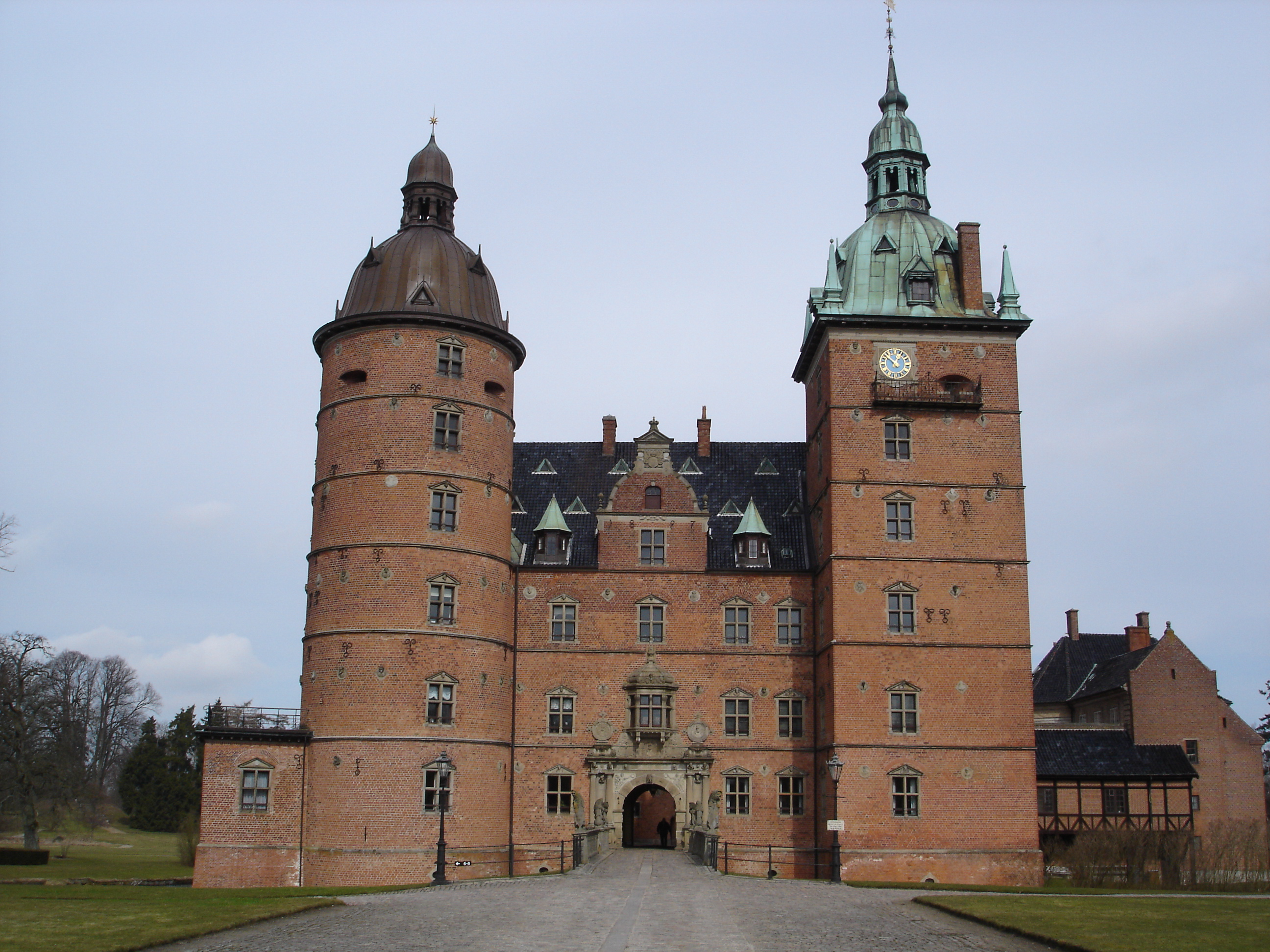
Фасад